# Premio Iberoamericano de Narrativa Manuel Rojas
El Premio Iberoamericano de Narrativa Manuel Rojas es un galardón anual otorgado en honor al autor de Hijo de ladrón, Manuel Rojas, por el Ministerio de las Culturas, las Artes y el Patrimonio de Chile.
Fue instituido en 2012 con el patrocinio de la Fundación Manuel Rojas y se entregó por primera vez ese mismo año, en el centenario del cruce a pie del escritor desde Argentina; «Momento en que da inicio a su vasta trayectoria literaria», como señaló en la ocasión Jorge Guerra, presidente de la fundación. La elección del galardonado está a cargo de un jurado internacional integrado por cinco personalidades (dos jurados chilenos y tres extranjeros).
El premio consiste en 60 mil dólares estadounidenses, una medalla y un diploma y tiene su símil en el Premio Iberoamericano de Poesía Pablo Neruda.

## Galardonados
| Año  | Escritor                         | País        |
| ---- | -------------------------------- | ----------- |
| 2012 | Rubem Fonseca                    | Brasil      |
| 2013 | Ricardo Piglia                   | Argentina   |
| 2014 | Horacio Castellanos Moya         | El Salvador |
| 2015 | Margo Glantz                     | México      |
| 2016 | César Aira                       | Argentina   |
| 2017 | Hebe Uhart                       | Argentina   |
| 2018 | Juan Villoro                     | México      |
| 2019 | María Moreno                     | Argentina   |
| 2020 | No otorgado debido a la pandemia |             |
| 2021 | Mempo Giardinelli                | Argentina   |
| 2023 | Alejandro Zambra                 | Chile       |
| 2025 | Tomás González                   | Colombia    |